# Schlosspark Kunersdorf

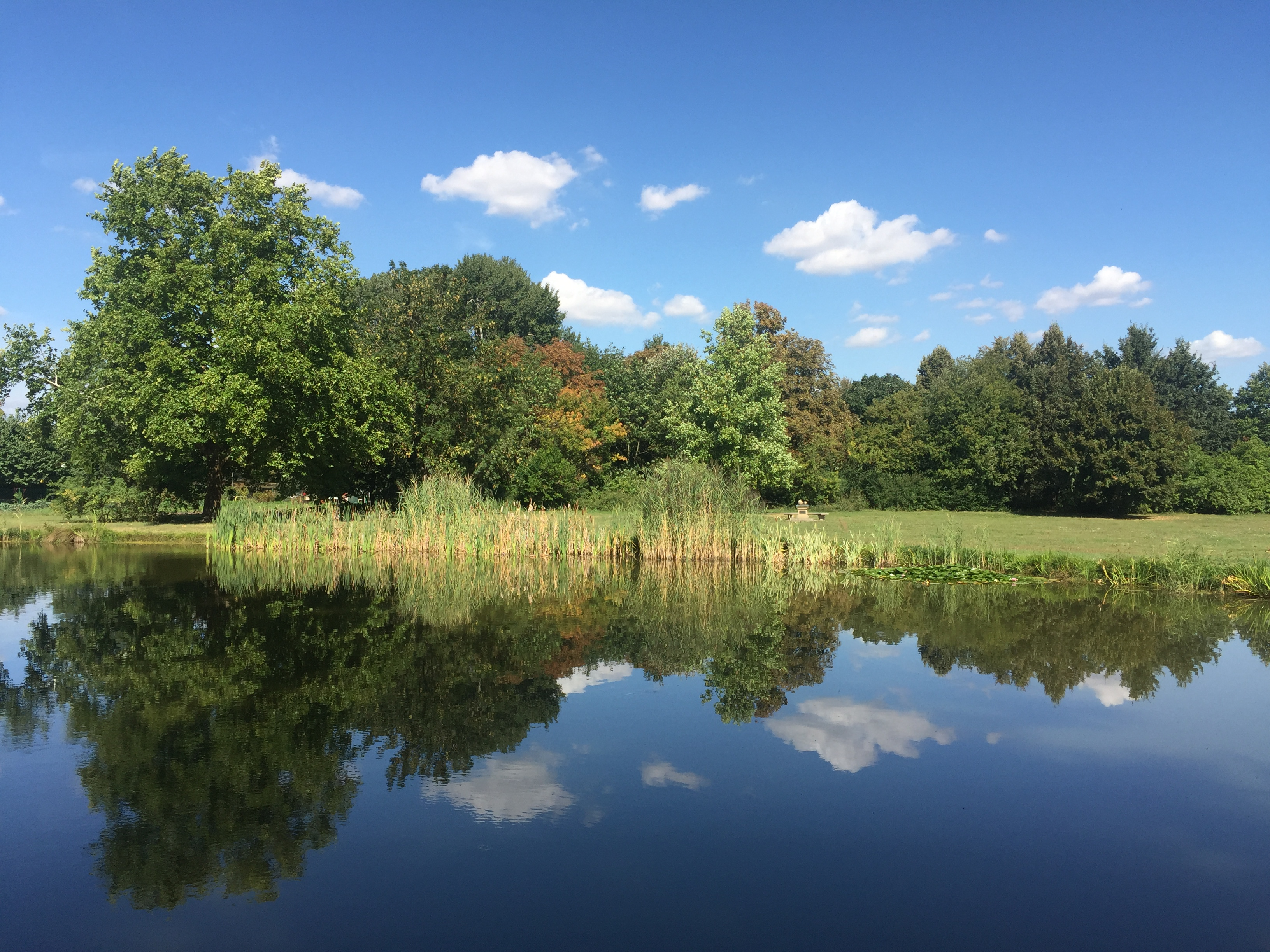
Schlosspark Kunersdorf

Der denkmalgeschützte Schlosspark Kunersdorf liegt in Kunersdorf, einem Gemeindeteil von Bliesdorf im Landkreis Märkisch-Oderland im Land Brandenburg. Der Park ist in der Denkmalliste des Landes Brandenburg für den Landkreis Märkisch-Oderland unter der ID-Nr. 09180142 eingetragen.

## Beschreibung
Der erste Garten befand sich an dem von Hans Sigismund von Lestwitz in den 1770er Jahren errichteten neuen Schloss. Bereits um 1780 erfolgte seine Umgestaltung und Erweiterung zum Landschaftsgarten. Ab Mitte der 1820er Jahre wurde der Park nach einem Entwurf von Peter Joseph Lenné erneut verändert. Bis Mitte des 20. Jahrhunderts gehörte der Schlosspark zu den bedeutenden Landschaftsparks in Brandenburg. Von der einstigen Anlage ist kaum etwas erhalten, so dass heute vom historischen Wegesystem und auch von dem ehemals so wertvollen Bestand der Gehölze nur noch minimale Reste existieren. Unter Einbeziehung und Bewahrung dieses Restbestandes wird seit den 1980er Jahren an einer Rekonstruktion der historischen Anlage gearbeitet.